# Komitee für die friedliche Wiedervereinigung des Vaterlandes
Das Komitee für die friedliche Wiedervereinigung des Vaterlandes, manchmal in den Medien auch Komitee für die friedliche Wiedervereinigung Koreas oder Komitee für die friedliche Wiedervereinigung des Landes genannt, war ein Komitee der Partei der Arbeit Koreas und dafür zuständig, Einfluss auf Südkorea im Allgemeinen zu nehmen. Das Komitee war zudem zuständig, mit südkoreanischen Regierungsbehörden zu reden, da man in Nordkorea der Ansicht ist, dass Südkorea keine legitime Regierung hat.

## Geschichte
Gegründet wurde es am 13. Mai 1961, nachdem der Südkoreanische Präsident Rhee Syng-man in Südkorea im April davor zurückgetreten ist. Es hat die Aufgaben des Rates in Nordkorea für die friedliche Wiedervereinigung des Vaterlandes übernommen.
Das Komitee wurde 2024 aufgelöst, nachdem die politische Führung Nordkoreas sich von dem Gedanken einer Wiedervereinigung beider Länder abgewendet hatte.

## Organisation
Organisiert war das Komitee in einem Zentralkomitee, einem ständigen Komitee und einem Sekretariat. Daneben unterhielt es Abteilungen, welche sich untergliedern in Organisation, Propaganda, Konferenzen, Recherche, allgemeine Angelegenheiten, Informationen und geheime Angelegenheiten.
Es wurde  zudem ein Bulletin veröffentlicht, das „Jopyongtong-Sekretariatsbulletin“. Mit diesem Bulletine reagiert man auf aktuelle politische Ereignisse in Südkorea und versuchte so eine regierungskritische Stimme zu lancieren. Daneben betrieb es das Webportal Uriminzokkiri.

## Mitglieder

### Vorsitzende
- Ho Dam Vorsitzender um den Oktober 1989[9][10]
- Ri Son-kwon um 2018[11]

### Vizevorsitzende
- Yang Hyong-sop ab Februar 1984[12]
- Choe Dok-sin bis 1989
- Kim Yong-sun bis 2003[13]
- Lim Dong-ok um 2005[14]
- Rhyeo Won-gu ab Oktober 1990[15]
- O Ik-je um 1997 bis mindestens 2002[16]

### Sonstige Mitglieder
- Kim Seong-hye Vorsteherin des Sekretariats
- Pak Song-chol Mitglied ab Mai 1961[17]
- Baek Nam-sun von 1990 bis 1998 Vorsitzender Sekretär[18][19]
- Choe U-jin[20]
- Kim Tae-hui[21]
- Kang Chi-yong[22]
- An Kyŏng-ho, ehemaliger Generalsekretär[23]